# 고나우
고나우(영어: Gonow, 중국어: 浙江吉奥汽车有限公司)는 중국 저장성 타이저우시에 본사를 둔 자동차, 상용차 및 SUV 제조업체이며 광저우 자동차 그룹의 자회사이다. 중국에서는 GAC 고나우라는 브랜드로 제품을 판매하고 중국 이외의 국가에서는 고나우로 제품을 판매한다.

## 역사
2003년 9월 27일에 설립되었으며 본사는 저장성 타이저우시에 있으며 캠퍼스의 면적은 268,000제곱미터이다. 생산은 고나우 AGE로 시작되었으며 초기 단계에서 60,000개가 생산되었다. 고나우는 3억 5,150만 위안을 사용하여 부지를 100에이커 확장하고 연간 생산량을 200,000 단위로 늘렸다. 또한 고나우 자동차 R&D 센터 건설을 인수하면서 무한 기술 대학과 협력을 시작했다.
2006년에 이탈리아 회사인 DR 모터 컴퍼니와의 합작 투자로 유럽 연합 시장에 진출했다. 두 가지 SUV 모델이 라이센스 하에 생산되었으며 카타이 고나우라는 브랜드 이름으로 판매되었다.
2010년 10월 24일 고나우는 FIA 세계 챔피언십에서 중국 자동차 최초로 득점을 기록했으며 이탈리아 팀인 소니아 이엘로 - 프란체스카 올리보니가 FIA 대체 에너지 컵의 에코 랠리 산마리노 – 바티칸 시국에서 8위를 차지했다.
2010년에 광저우 자동차 그룹은 고나우의 51%를 인수하였다.2015년 3월 회사가 트럼치의 차종 생산에 집중하기 시작할 것이라고 발표했으며, 판매되지 않은 고나우의 차종과 예비 부품이 여러 은행에 의해 저당된 이후 딜러로부터 분노를 불러일으켰다.
2015년 광저우 자동차 그룹은 고나우가 자회사로 회사에 통합될 것이라고 발표하였다.고나우의 지분 49%가 매입되어 2016년에 추가 생산/판매가 중단될 것으로 보고되었다. 이는 부품 시장 판매 및 고나우 딜러에게 차량을 생산/인도하는 데 문제가 있기 때문이다.

## 현재 생산 차종

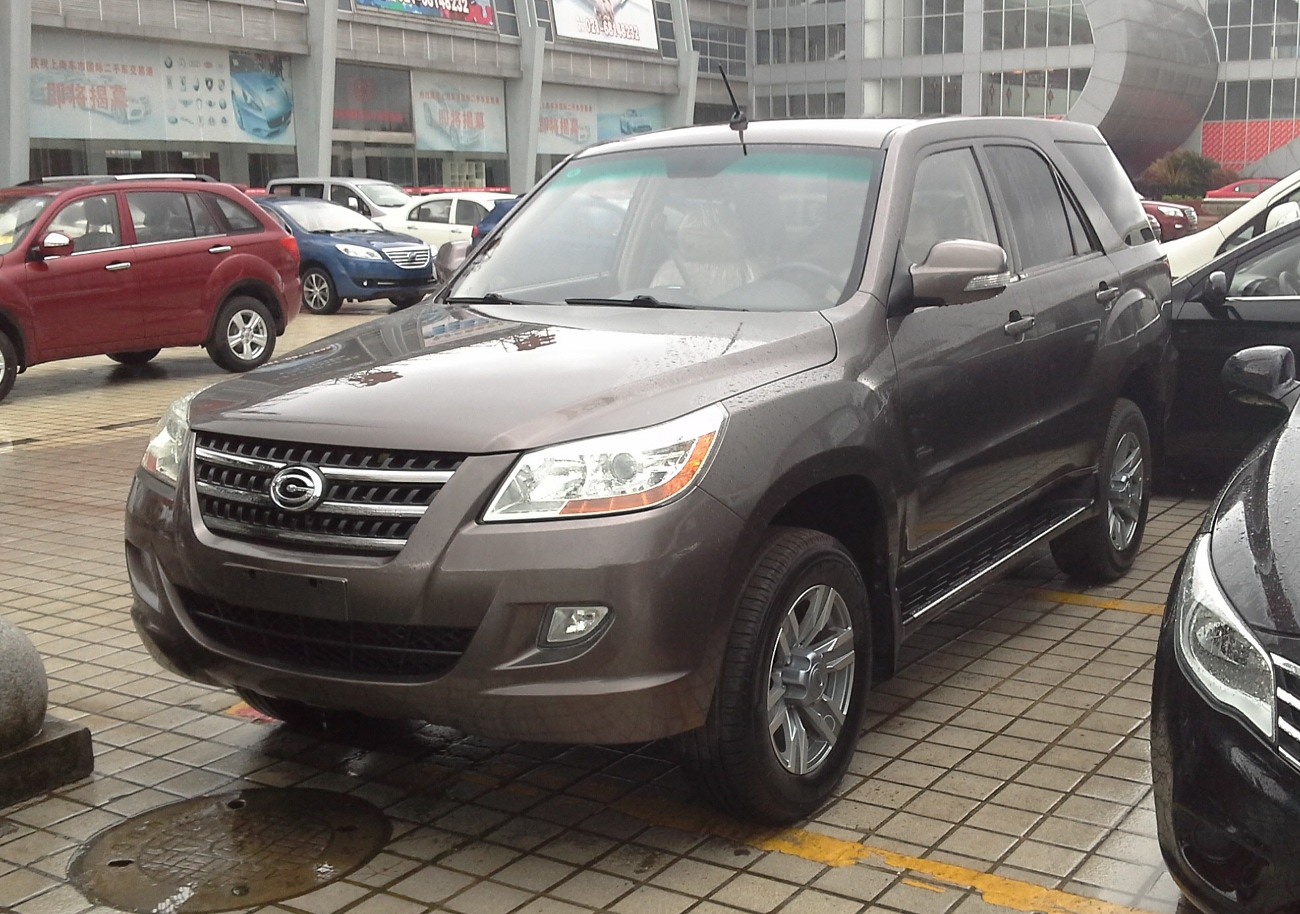
고나우 G5

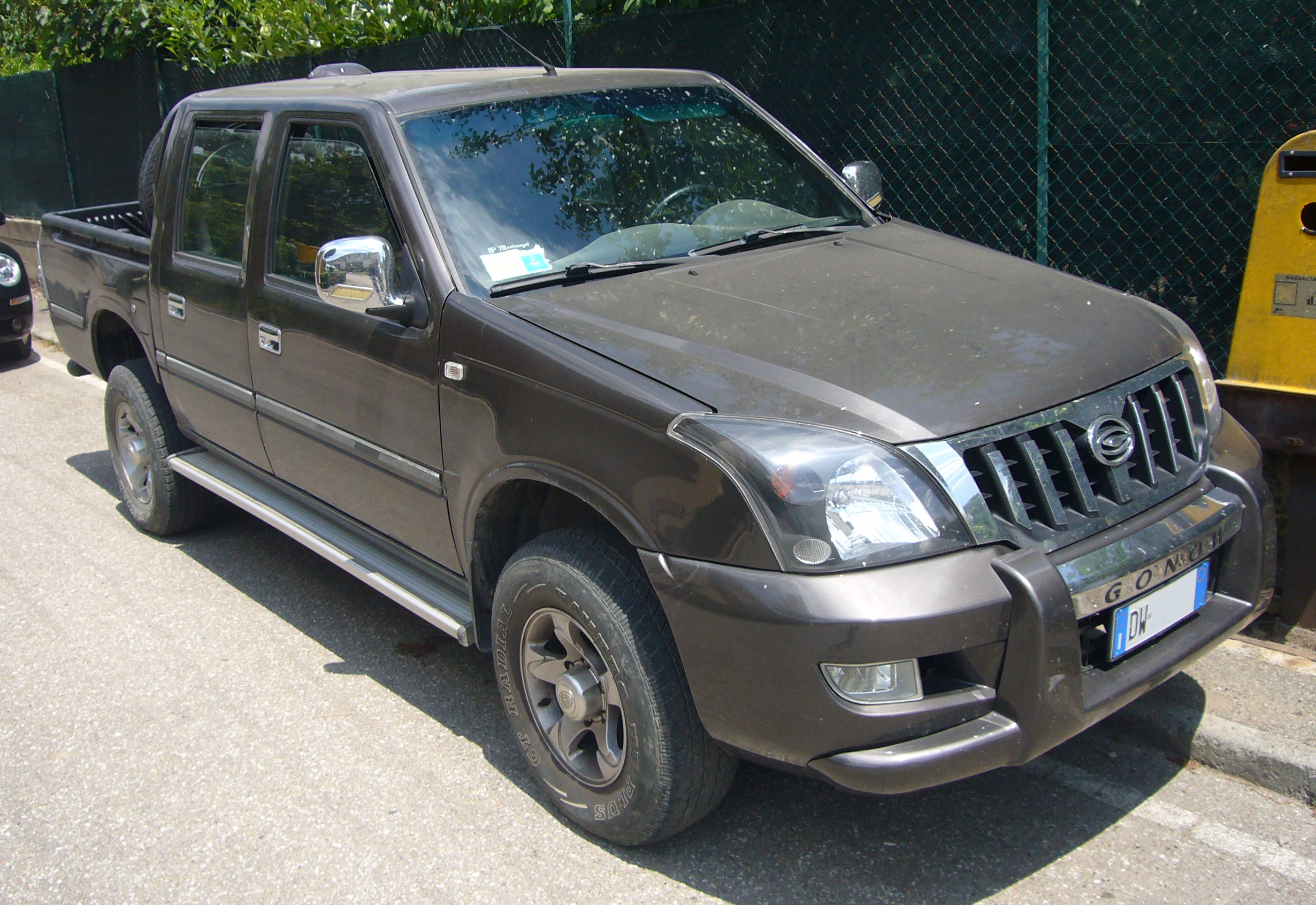
고나우 GA200 (트로이

- 고나우 스타리
- 고나우 GX6
- 고나우 트로이 500
- 고나우 GP150
- 고나우 웨이
- 고나우 웨이 L
- 고나우 웨이 CL

- 고나우 알터
- 고나우 듀얼 럭
- 고나우 트로이 200
- 고나우 팬
- 고나우 피니테
- 고나우 GA6380
- 고나우 GA6530
- 고나우 GS-1
- 고나우 GS-2
- 고나우 GX6
- 고나우 GS50 II
- 고나우 미니밴
- 고나우 사부
- 고나우 제트스타
- 고나우 라이트웨이트
- 고나우 이메이

### 카타이 고나우
- 카타이 고나우 트로이 (2006년)
- 카타이 고나우 빅터 (2006년)
- 카타이 고나우 빅토리 (2006년)

## 과거 생산 차종
- 고나우 트로이 300 (财运 300) (2007년~2009년)
- 고나우 에오스 G5 (2010년~2014년)[7]

## 갤러리

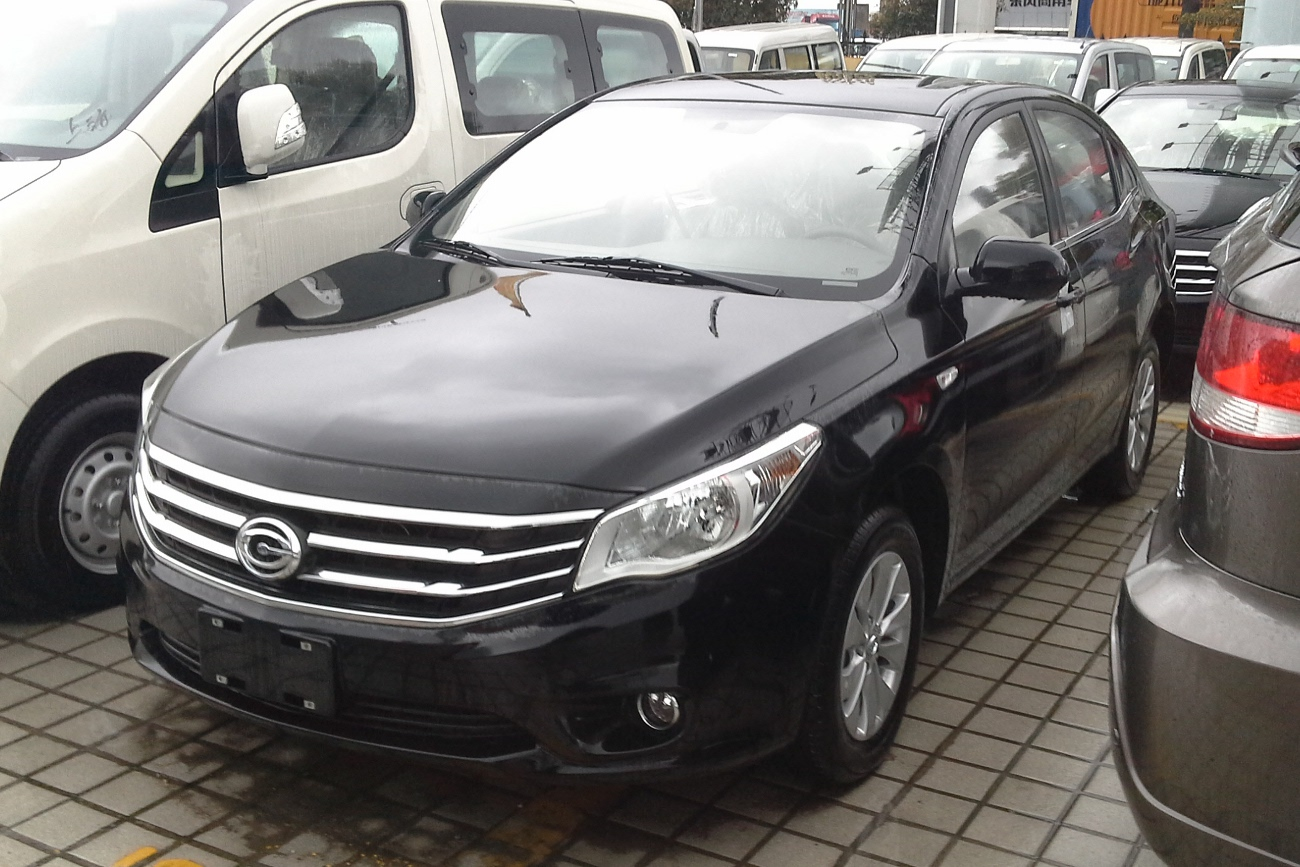
고나우 에메이
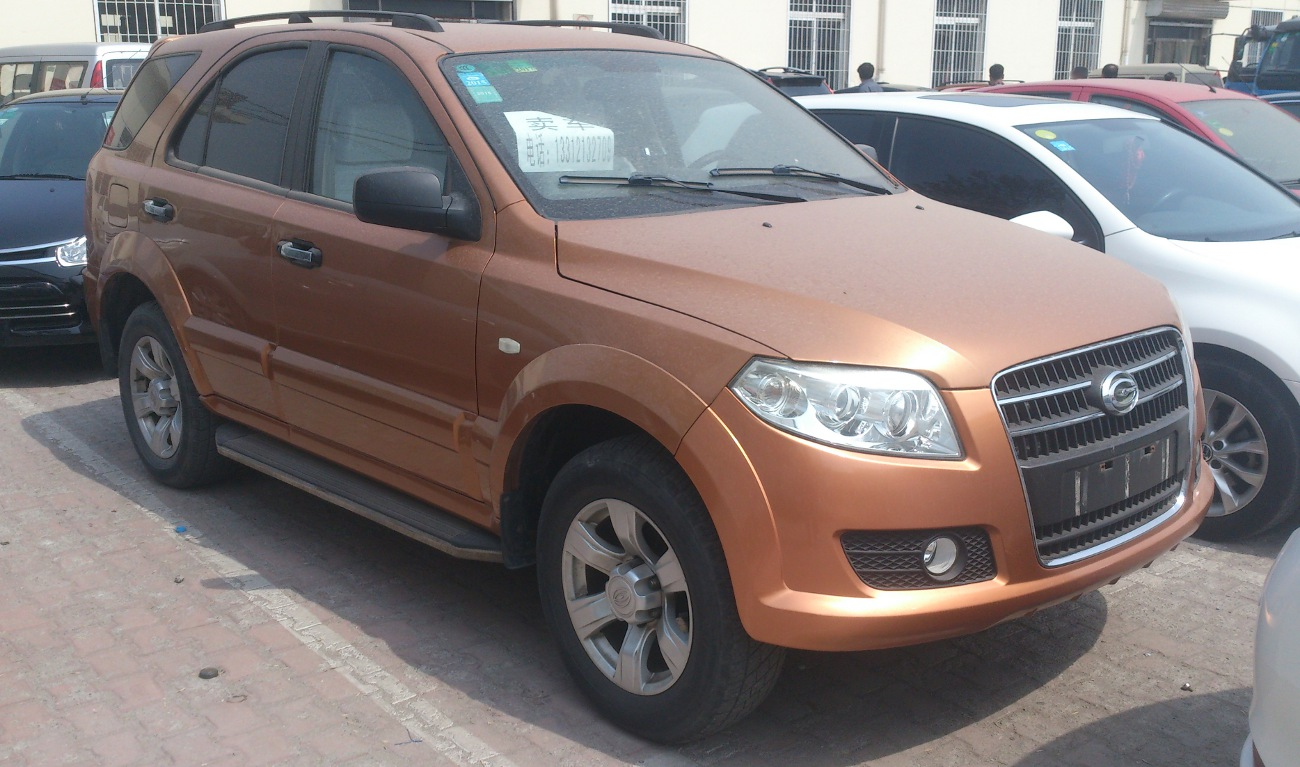
고나우 G3
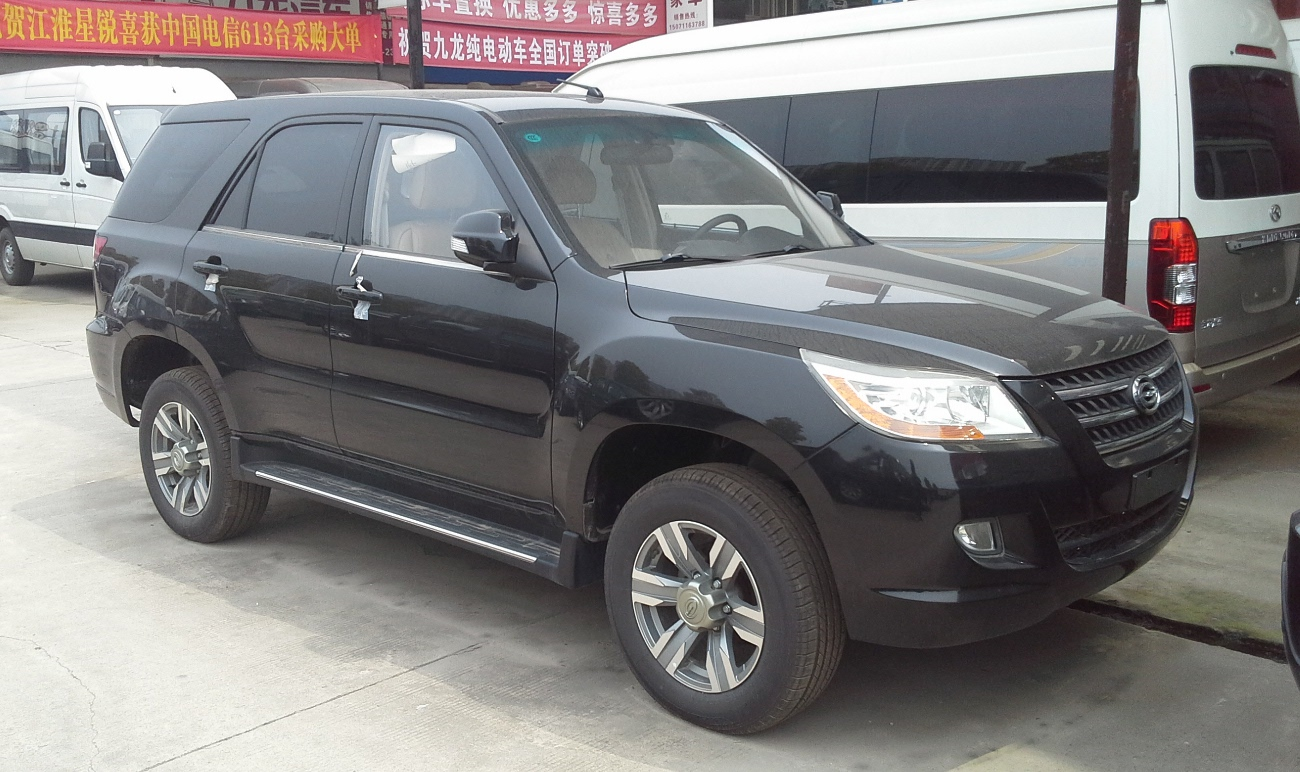
고나우 G5
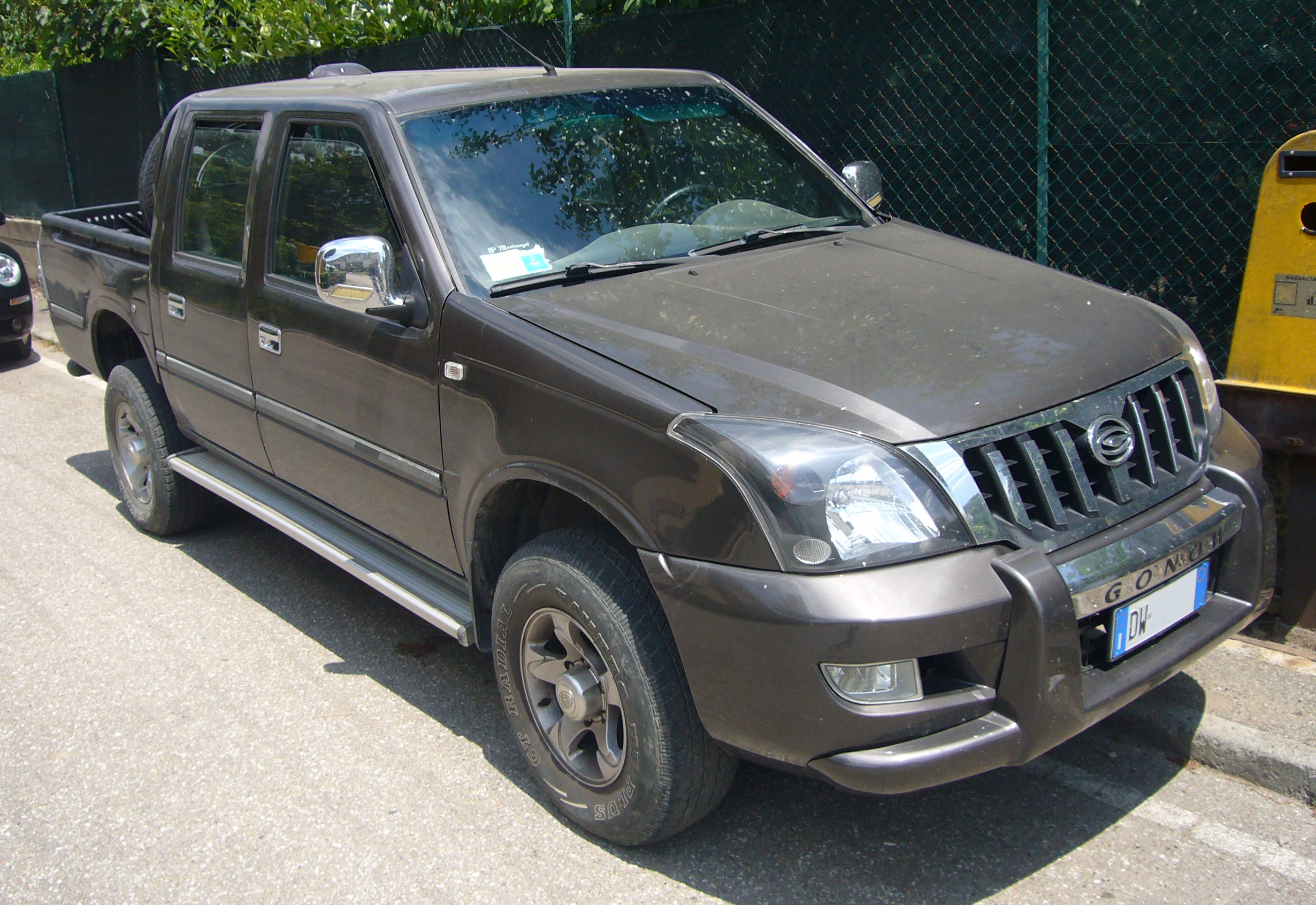
고나우 GA200 (트로이)
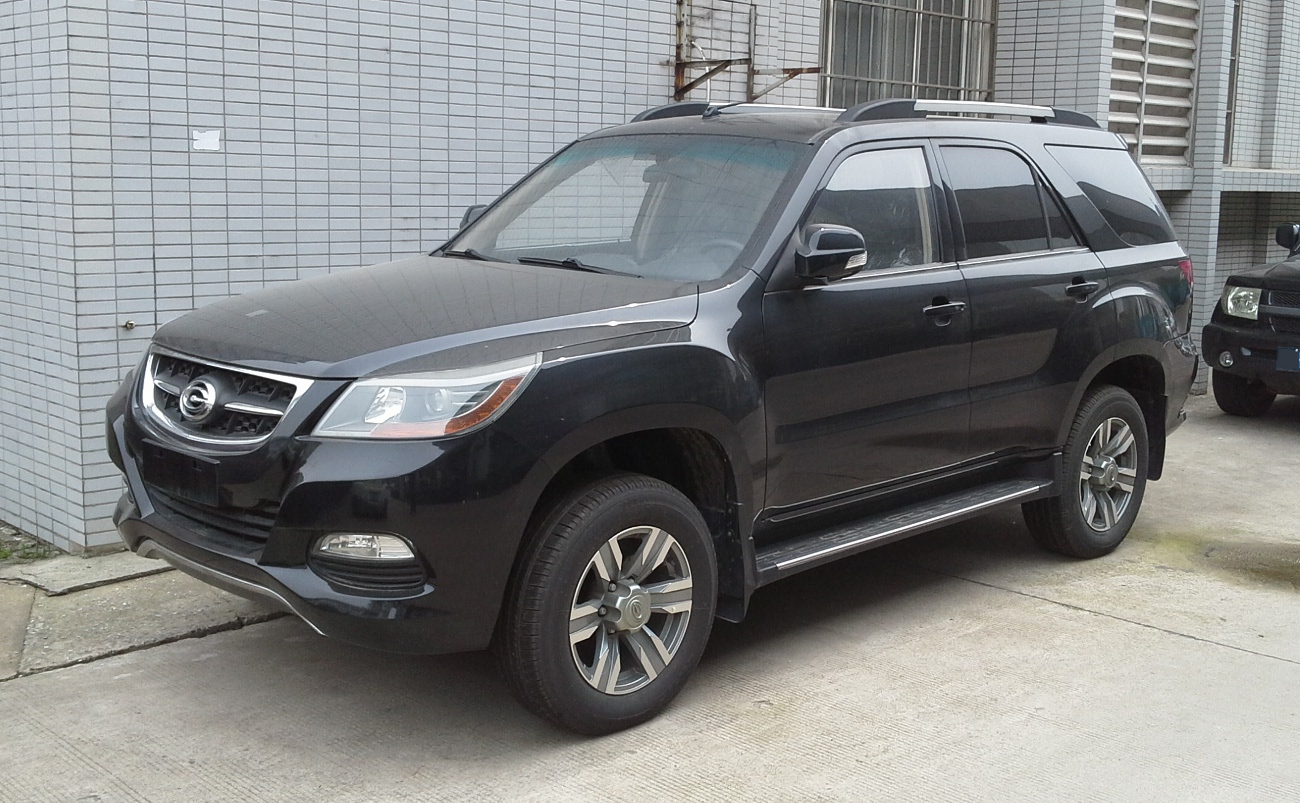
고나우 GX5
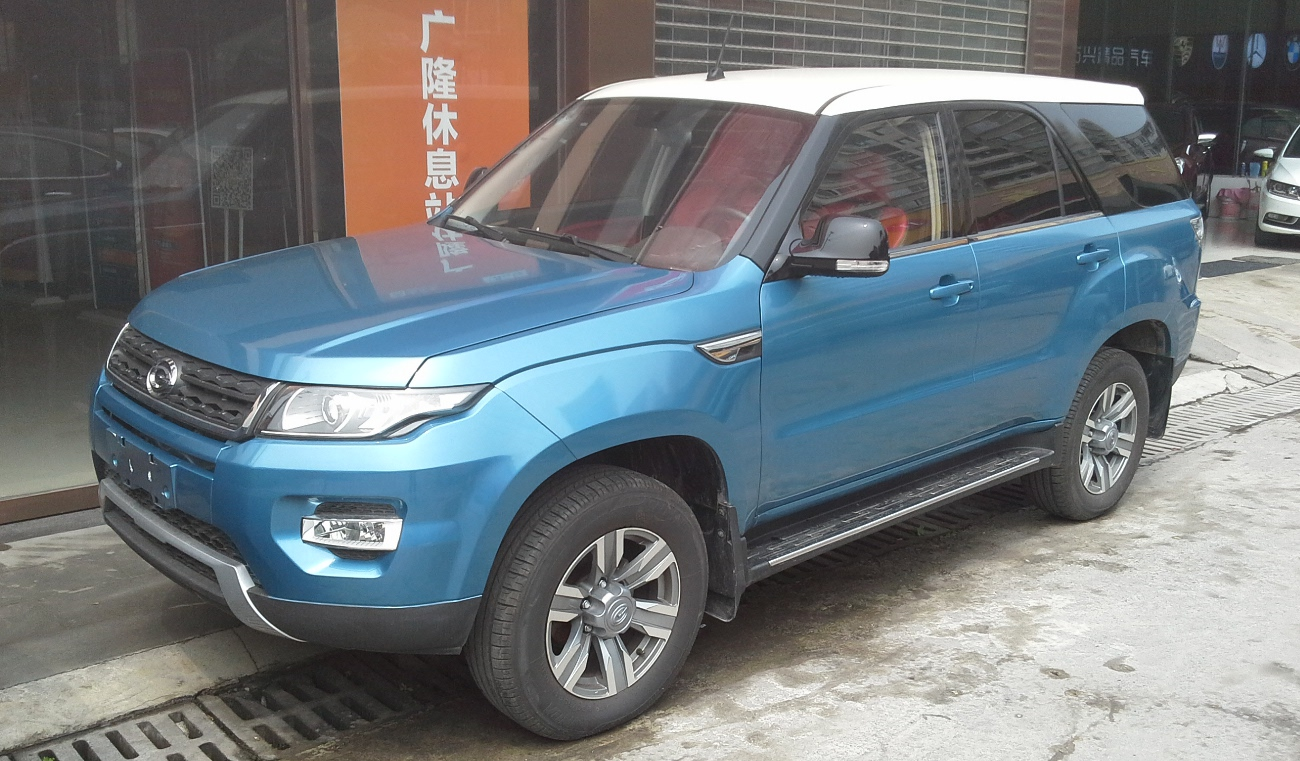
고나우 GX6
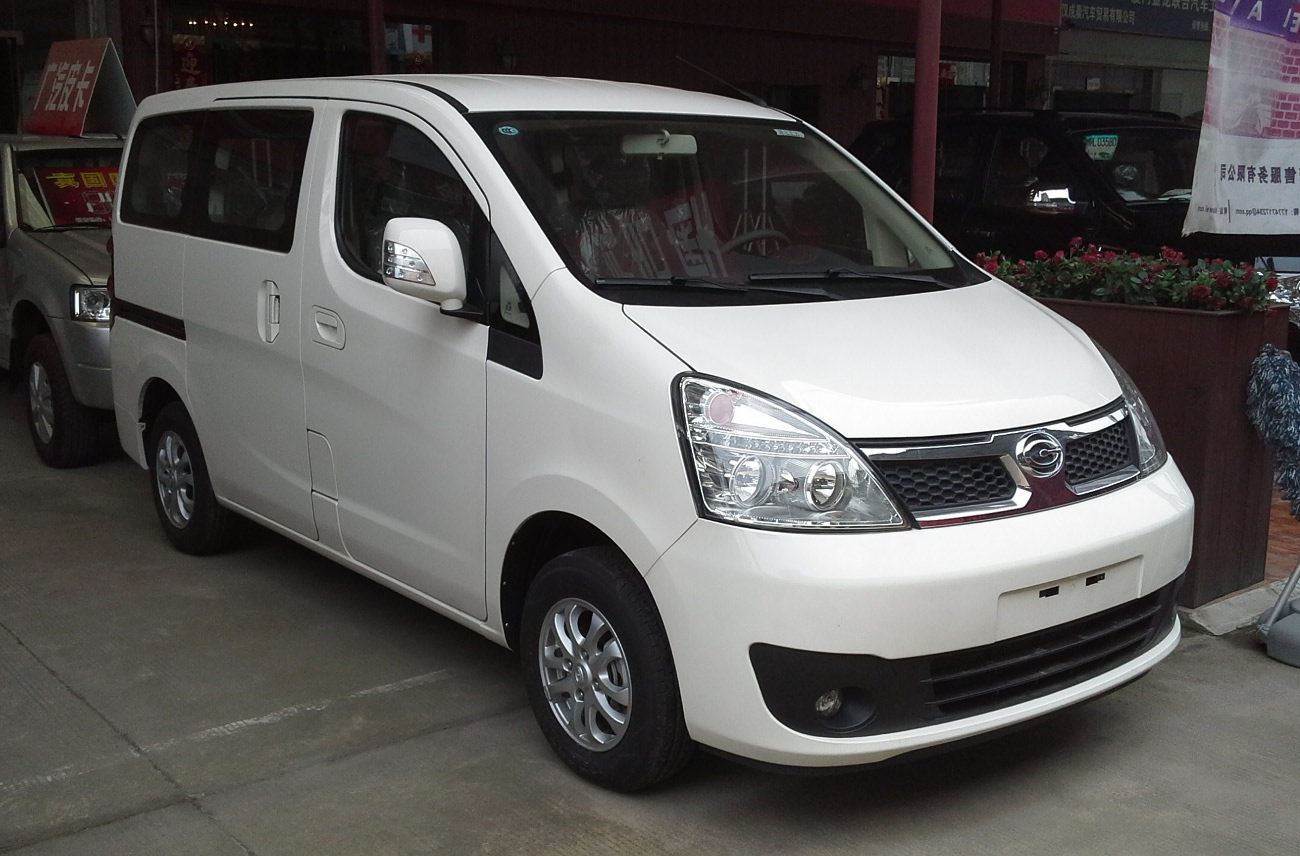
고나우 스타리
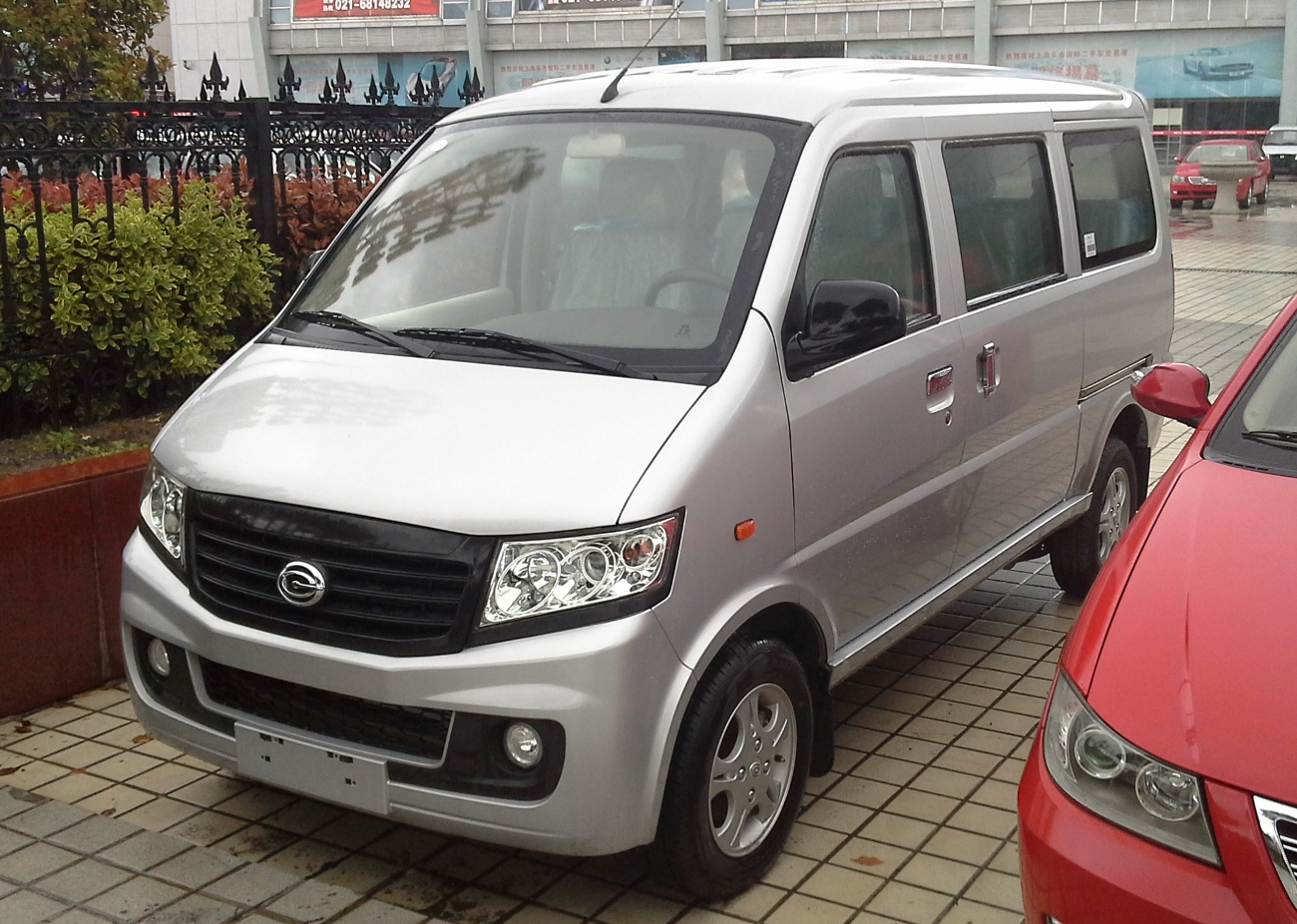
고나우 웨이 CL
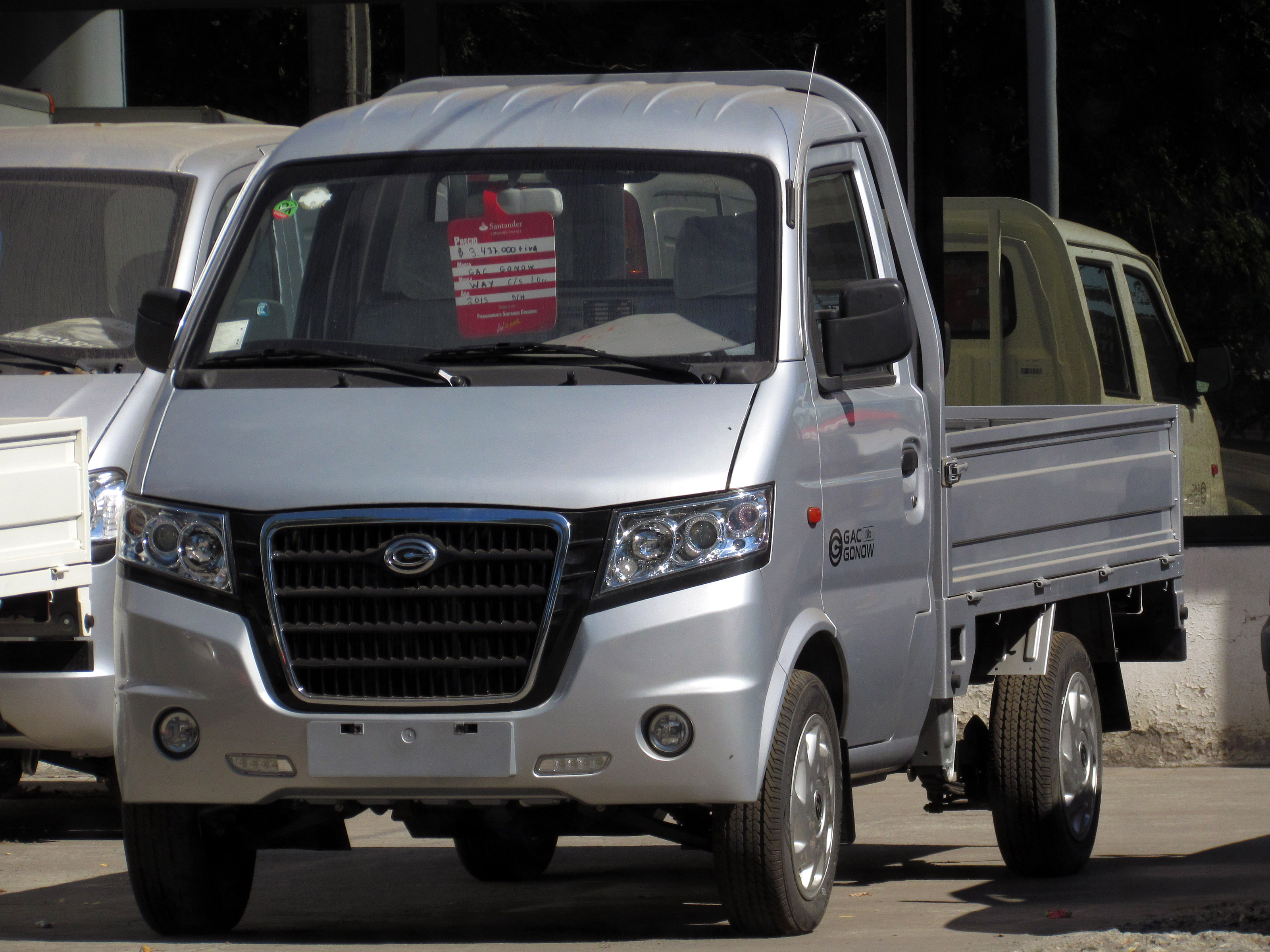
고나우 웨이 M1
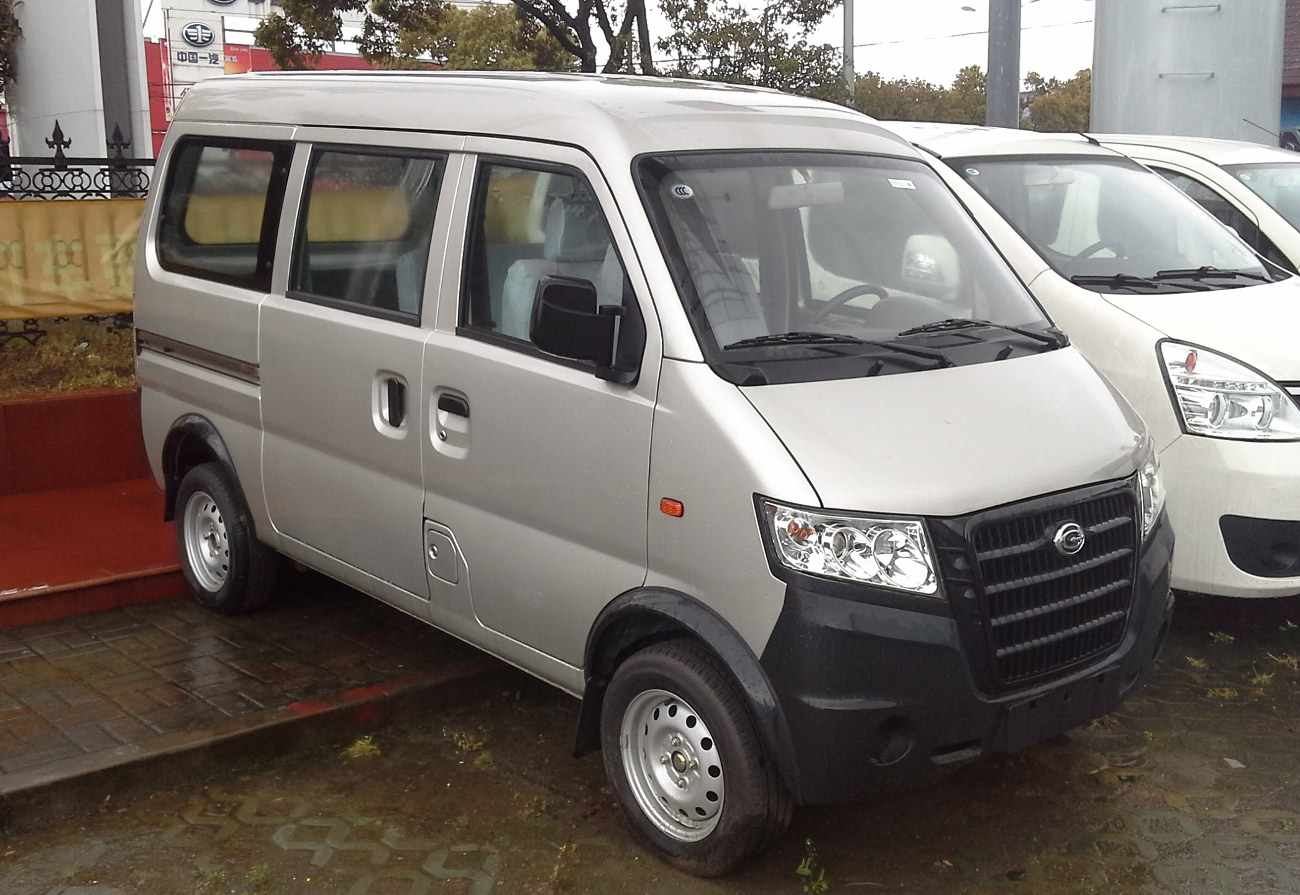
고나우 웨이 V1